# Колюпановка (Ульяновская область)
Колюпановка — деревня в Сурском районе Ульяновской области (Российская Федерация). Административно подчинено Чеботаевскому сельскому поселению.

## География
Деревня Колюпановка расположена в 32 км от районного центра Сурское. Рядом расположены населённые пункты: Чеботаевка, Неплевка, Сычёвка. Вблизи протекает речка Большая Якла.
Постановлением Правительства Ульяновской области в Колюпановке стали ходить областные автобусные маршруты 591 (Ульяновск — Шатрашаны), 617А (Ульяновск — Большой Кувай).